# Vaudeloges
Vaudeloges település Franciaországban, Calvados megyében. Lakosainak száma 197 fő (2018. január 1.). Vaudeloges Barou-en-Auge, Courcy, Louvagny, Norrey-en-Auge és L’Oudon községekkel határos.

## Népesség
A település népessége az elmúlt években az alábbi módon változott:
| Lakosok száma | 231  | 180  | 146  | 176  | 153  | 213  | 217  | 208  | 202  | 197  |
|               | 1968 | 1975 | 1982 | 1990 | 1999 | 2011 | 2013 | 2015 | 2017 | 2018 |